# Flavobacterium humi
Flavobacterium humi ist ein Bakterium. Es wurde aus dem Boden isoliert.

## Beschreibung
Bei „Flavobacterium humi“ wurde die gleitende Bewegung beobachtet. Der Katalase- und Oxidase-Test fallen positiv aus. Die Kolonien sind gelblich gefärbt, was auf dem Pigment Flexirubin beruht.

## Stoffwechsel und Wachstum
Das Wachstum von „Flavobacterium humi“ findet bei 4–32 °C statt, die optimale Temperatur liegt bei 28 °C. Es werden pH-Werte von 6–9 toleriert, das Optimum ist 7,0. Der tolerierte Gehalt von Natriumchlorid (NaCl) liegt zwischen 0 und 0,25 %, das beste Wachstum findet bei 0 % NaCl statt. Das Hauptpigment ist Flexirubin. Nitrat wird reduziert. Hydrolysiert („gespalten“) werden u. a. Stärke, Gelatine, Tween 20, Tween 80, Chitin und Casein.

## Taxonomische Merkmale
Die dominierenden Fettsäuren von „Flavobacterium humi“ sind iso-C15:0, iso-C17:0 3-OH und iso-C15:0 3-OH. Das wichtigste Atmungschinon ist Menachinon-6. Das häufigste polare Lipid ist das Phosphatidylethanolamin.

## Systematik
„Flavobacterium humi“ zählt zu der Klasse der Familie  der Flavobacteriaceae, der Ordnung Flavobacteriales und der Klasse der Flavobacteriia. Typische Merkmale für die Gattung Flavobacterium sind stäbchenförmige und gelb pigmentierte Zellen und die Angewiesenheit auf Sauerstoff. Die Bewegung erfolgt entweder durch Gleiten (gliding motility) oder die Zellen sind bewegungslos (nicht „motil“). Die Gattung wurde zuerst im Jahr 1952 beschrieben, die Erstbeschreibung von „Flavobacterium humi“ erfolgte im Jahr 2019. Allerdings ist die Art in der Liste der bisher wissenschaftlich beschriebenen Bakterien, List of Prokaryotic names with Standing in Nomenclature, nicht vollständig anerkannt. Daher rührt auch die Schreibweise des Namens mit Anführungszeichen. Sie wurde aus Boden in Südkorea isoliert.